# コスモス3M
コスモス3M (ロシア語: Космос-3М "宇宙"の意, GRAUインデックス 11K65M)はロシアの衛星打ち上げ用ロケットである。2段式の液体燃料ロケットで1967年に初めて打ち上げられ420回以上成功した。コスモス3Mは赤煙硝酸を酸化剤として約1400kgの重量物を軌道に投入する能力を持つ。
従来のコスモス3との違いは第2段の燃焼を細かく制御する事で複数の衛星を一度に打ち上げる場合運用者は推力とロケットの周囲のノズルのチャンネルを調整する事で軌道投入を助ける。PO Polyotはこれらのロケットをロシアのオムスクで数10年間にわたり生産した。元の予定では2011年に退役する予定であったが、2010年4月にロシア宇宙軍司令官オレグ・オスタペンコは2010年中に退役すると述べた。その後、2013年にコスモス3MでKanopus-STを打ち上げる計画もあったが、実現せずにコスモス3Mは退役、Kanopus-STはソユーズ 2.1vで打ち上げられることになった。

## 打ち上げ
| 衛星                            | 日付          | ロケット   | 射場                 |
| ------------------------------- | ------------- | ---------- | -------------------- |
| アリヤバータ                    | 1975年4月19日 | コスモス3M | カプースチン・ヤール |
| STSAT-1                         | 2003年9月27日 | コスモス3M | [ 5 ]                |
| SAR-Lupe-2                      | 2007年7月2日  | コスモス3M | プレセツク           |
| コスモス-2429                   | 2007年9月11日 | コスモス3M | プレセツク           |
| SAR-Lupe 4                      | 2008年3月27日 | コスモス3M | プレセツク           |
| Orbcomm                         | 2008年6月19日 | コスモス3M | カプースチン・ヤール |
| SAR-Lupe 5                      | 2008年7月22日 | コスモス3M | プレセツク           |
| コスモス2454号 (Parus) Sterkh-1 | 2009年7月21日 | コスモス3M | プレセツク 132/1射場 |
| コスモス2463号 (Parus)          | 2010年4月27日 | コスモス3M | プレセツク 132/1射場 |

## 事故
1973年6月26日プレセツク宇宙基地でコスモス3Mが爆発して9人が死亡した。1976年コスモス3Mが射場で爆発して9人の技術者が死亡した。近年では2000年11月21日コスモス3Mが第2段の失敗によりQuickBird 1衛星の軌道投入に失敗した。ロケットと衛星はウルグアイで大気圏に突入して事故が原因であると結論が出た。